# Шиманский, Казимир Антонович
Казимир Антонович Шиманский (25 октября 1948 — 10 мая 2008) — советский футболист, защитник, советский и белорусский футбольный тренер.

## Биография
В 1965—1966 годах выступал за дубль минского «Динамо». В 1967 году перешёл в гомельский «Спартак», позже переименованный в «Гомсельмаш», в его составе провёл 9 сезонов, сыграв за это время 243 матча во втором и третьем эшелонах советского футбола. Был капитаном команды. В 1969 году стал победителем зонального турнира класса «Б».
В 1979 году вошёл в тренерский штаб «Гомсельмаша». В 1981—1983 годах работал главным тренером клуба, команда при нём дважды финишировала на 8-м и один раз — на 7-м месте в своей зоне второй лиги. Снова был назначен главным тренером «Гомсельмаша» в 1991 году, однако клуб испытывал трудности с финансами и c составом и финишировал 16-м среди 22 участников зонального турнира второй лиги. Всего под его руководством «Гомсельмаш» провёл 144 матча в первенствах СССР.
В 1992 году тренировал клуб третьего дивизиона Белоруссии «ЗЛиН» (Гомель).